# Harry Shipp
Pour les articles homonymes, voir Shipp.
Harry Shipp, né le 7 novembre 1991 à Lake Forest en Illinois, est un joueur américain de soccer. Il joue au poste de milieu offensif.

## Biographie
Formé par le Fire de Chicago, Shipp rejoint la NCAA et le Fighting Irish de Notre Dame.
Le 9 janvier 2014, il signe un contrat de Home Grown Player avec la MLS en faveur du Fire de Chicago.
Le 13 février 2016, il est transféré à l'Impact de Montréal en retour d’un montant d’allocation général et ciblé. Un an plus tard, et alors qu'il ne s'est jamais réellement imposé dans la formation québécoise, il est échangé aux Sounders de Seattle contre un montant d'allocation général le 22 décembre 2016.
Il annonce se retirer du soccer professionnel en juin 2020 afin de poursuivre ses études à la Kellogg School of Management de l'Université Northwestern.

## Palmarès
Fighting Irish de Notre Dame
- Champion NCAA en 2013

 Sounders de Seattle
- Vainqueur de la Coupe MLS en 2019